# Stadion Ďolíček
Das Stadion Ďolíček (kurz: Ďolíček, voller Name: Městský stadion Ďolíček, deutsch Städtisches Stadion Ďolíček) ist ein Fußballstadion im Prager Stadtteil Vršovice. Es ist die Spielstätte des Fußballvereins Bohemians Prag 1905. Im Stadion stehen 5000 Sitzplätze und 1300 Stehplätze zur Verfügung.

## Geschichte

### Der alte Ďolíček (1914 bis 1932)
Seit seiner Gründung 1905 spielte der AFK Vršovice auf verschiedenen Plätzen. 1912 begann mit der Unterstützung des Industriellen Jindřich Waldes der Bau eines Fußballplatzes in der Nähe der damaligen Fabrik Waldes, heute Koh-i-Noor, der 1914 fertiggestellt wurde. Eröffnung des Stadions war am 19. August 1914, die Kapazität betrug 6.000 Zuschauer. Wegen seiner muldenförmigen Lage wurde der Platz schnell Ďolíček, also Grube, oder genauer, kleine Grube, genannt. Ende der 1920er Jahre, der AFK Vršovice hatte sich nach einer Australientournee in AFK Bohemians umbenannt, wurde der Ďolíček vor allem bei Topspielen zu klein, die Kapazität genügte nicht mehr dem Andrang des tschechischen Spitzenklubs.

### Der neue Ďolíček (seit 1932)
In dieser Situation regte der damalige Vorsitzende des AFK Bohemians Zdeněk Danner einen Neubau an. Danner (1888–1936), Wirtschaftsberater, Finanzexperte und Funktionär, war wenig zuvor zum Vereinsvorsitzenden gewählt worden, wo er seinen gesellschaftlichen und finanziellen Einfluss auch für den Verein geltend machen sollte. Der Direktor der örtlichen Bürgerkasse besorgte die nötigen Mittel, von 1930 bis 1932 wurde wenige hundert Meter vom alten ein neues Stadion gebaut. Die dafür notwendige Tribüne wurde im Klusácký stadion im Stadtteil Letná abgebaut und am Bach Botič, an dem der Neubau stand, wieder aufgebaut.
Eröffnet wurde das Stadion am Ostersonntag, den 27. März 1932 mit dem Spiel AFK Bohemians gegen Slavia Prag im Rahmen eines Viererturniers, an dem auch Viktoria Žižkov und der Teplitzer FK teilnahmen. Bohemians verlor gegen den amtierenden tschechoslowakischen Meister Slavia mit 1:3. Die Kapazität des neuen Stadions betrug 18.000 Zuschauer, offiziell hieß es Dannerův stadion Bohemians, eine entsprechende Aufschrift war am Vordach der Haupttribüne angebracht, die nicht mittig, sondern leicht versetzt stand. Die Gegengerade war komplett überdacht und bot Stehplätze, ebenso wie die beiden unüberdachten Hintertortribünen, bei denen es sich um Holzkonstruktionen handelte.
Umgangssprachlich wurde das Stadion zunächst Dannerák genannt, erst in den 1960er Jahren wurde der Name des ersten Stadions auf den Bau aus dem Jahr 1932 übertragen. Ursprünglich mit einem Aschebelag ausgestattet, wurde 1950/51 ein Rasenbelag gelegt, 1955 bekam der Dannerák ein einfaches Flutlicht, das 1966 durch eines ersetzt wurde, das internationalen Anforderungen entsprach. Vier Jahre später wurde die Haupttribüne abgerissen und durch einen Neubau ersetzt, der sich über die gesamte Spielfeldlänge erstreckte und 3.020 Sitzplätze bot. Vor einem Konzert der US-amerikanischen Sängerin Tina Turner 1996 wurde die südliche Hintertortribüne abgebaut, bis 2007 war das Stadion damit nur dreiseitig ausgebaut. Renoviert wurde das Stadion 2002/03, um dem Projekt ligové stadiony 2003 zu genügen, dabei sank die Kapazität von 13.388 auf etwa 9.000. Durch den Aufstieg der Mannschaft in die Gambrinus Liga 2007 mussten alle verbliebenen Stehplätze in Sitzplätze umgewandelt werden, so dass das Ďolíček 6.863 Zuschauern Platz bot. Dabei wurde auf der südlichen Hintertorseite eine Stahlrohrtribüne errichtet, auf der sich nun der Sektor für die Gästefans befindet.

### Geplante Renovierung
2018 erwarb die Stadt Prag die Anlage mit 6.300 Plätzen und übernahm den Betrieb. Die Stadt möchte die Heimstätte von Bohemians Prag 1905 renovieren und erweitern lassen. Nach den Maßnahmen mit neuen V.I.P.-Bereichen und neuen Tribünen sollen sich 9.800 Plätze bieten. Zeitnah soll eine Studie in Auftrag gegeben werden, die die Möglichkeiten und Kosten untersucht. Im November 2024 sicherte der Prager Stadtrat dem Fußballverein in einem Zusatz zum Pachtvertrag weitere 60 Jahre den Standort zu.

## Bilder
| Eingang zum Stadion Ďolíček | Hintertortribüne im Ďolíček |
| Eingang zum Stadion Ďolíček | Hintertortribüne im Ďolíček |